# ماتيوس أوليفيرا سانتوس
ماتيوس أوليفيرا سانتوس هو لاعب كرة قدم برازيلي في مركز الوسط، ولد في 28 سبتمبر 1997 في ساو باولو في البرازيل. لعب مع نادي سانتوس.

## وصلات خارجية
- ماتيوس أوليفيرا سانتوس على موقع قاعدة بيانات كرة القدم.إي يو (الإنجليزية)
- ماتيوس أوليفيرا سانتوس على موقع Soccerway.com (الإنجليزية)